# Georges Lumpp
Pour les articles homonymes, voir Lumpp.
Georges Lumpp est un rameur français né le 18 septembre 1874 à La Guiche et mort le 1er octobre 1934 à Collonges-au-Mont-d'Or. 

## Biographie
Georges Lumpp est sapeur du 4e génie à Grenoble en 1897.
Membre du Club Nautique de Lyon, dispute avec Charles Perrin, Daniel Soubeyran, Émile Wegelin et un barreur inconnu l'épreuve de quatre avec barreur aux Jeux olympiques d'été de 1900 à Paris et remporte la médaille d'argent. 
En 1899, le 'Huit' seniors du Club Nautique de Lyon avec Perrin, Soubeyran, Mabire, Mauthon, Wegelin, Lumpp, A. Jambon, et Aublanc, remporte les journées nautiques de Mâcon et le Grand International des Internationales de Paris. En 1900, la même équipe s'impose lors du match Paris-Lyon (en juin).
Il devient ingénieur, après avoir fait partie de la promotion 1901 de l'école centrale de Lyon.